# Kamal Jan-Magomédov
Kamal Gadzhi-Kurbánovich Jan-Magomédov –en rus, Камал Гаджи-Курбанович Хан-Магомедов– (Derbent, 17 de juny de 1986) és un esportista rus, d'origen daguestà, que competeix en judo.
Va guanyar una medalla de bronze en el Campionat Mundial de Judo de 2014 i dues medalles en el Campionat Europeu de Judo, or en 2015 i també va guanyar de plata en 2013. En els Jocs Europeus de Bakú 2015 va aconseguir una medalla d'or en la categoria de –66 kg.